# Hahnia carmelita
Hahnia carmelita là một loài nhện trong họ Hahniidae.
Loài này thuộc chi Hahnia. Hahnia carmelita được Gershom Levy miêu tả năm 2007.